# 拉希姆·加济耶夫
拉希姆·哈桑奧盧·加济耶夫（1943年2月17日—）是阿塞拜疆的一名軍事人物，曾担任阿塞拜疆的国防部长，参与过第一次纳戈尔诺-卡拉巴赫战争以及稍后将时任阿塞拜疆总统阿布法兹·埃利奇别伊赶下台的军事政变。